# Dorothy Casterline
Dorothy Chiyoko Sueoka Casterline (* 27. April 1928 in Honolulu; † 8. August 2023 in Irmo, South Carolina) war eine amerikanische gehörlose Linguistin, Forscherin und Pädagogin, die für ihren Beitrag zum A Dictionary of American Sign Language on Linguistic Principles bekannt ist, welches als Grundlagenwerk der Gebärdensprachlinguistik gilt.

## Leben
Casterline wurde am 27. April 1928 als Dorothy Sueoka ihrer japanischen Eltern Toshie Sueoka und Takiyo Sueoka geboren und wuchs in Honolulu, Hawaii auf.
Mit 14 wurde sie taub.
Sie heiratete ihren Kommilitonen Jim/James L. Casterline Jr., und zusammen hatten sie zwei Kinder. Die Ehe bestand bis zu seinem Tod 2012.
Casterline lebte seit 1994 in Laurel (Maryland).
Sie starb am 8. August 2023 im Alter von 95 Jahren.

## Karriere
Bis zu ihrem 14. Lebensjahr ging sie auf eine normale Schule. Danach besuchte sie die Hawaii School for the Deaf and the Blind (damals auch als Diamond Head School for the Deaf bekannt) und machte dort ihren Abschluss. 1958 erhielt sie einen Bachelor in Englisch von der Gallaudet University in Washington, D.C. Sie war damit die erste gehörlose hawaiianische Studentin, die ihr Studium an der Gallaudet abschloss.
Während ihrer Zeit an der Gallaudet wurden sie und ihr Kollege Carl Croneberg vom Linguisten William Stokoe angeworben, um gemeinsamen an dem Projekt A Dictionary of American Sign Language on Linguistic Principles zu arbeiten. Das 1965 veröffentlichte Wörterbuch gilt als wegweisender Text in der ASL-Forschung, der das Interesse an der Sprache und den Respekt vor der Sprache förderte. Es war innovativ, da es ASL als echte und natürliche Sprache und nicht als eine Variante des Englischen behandelte. Casterline spielte während der mehrjährigen Erstellung des Wörterbuchs als gehörlose Mitarbeiterin des hörenden Professors Stokoe eine wichtige Rolle. Stokoe schätzte auch die multikulturelle Zusammensetzung seines Teams mit Casterlines asiatisch-pazifischem Hintergrund und Cronebergs schwedischem. Im Rahmen dieses Projekts arbeitete sie ab 1960 mit Stokoe und Croneberg an einer von der National Science Foundation geförderten Studie zur Syntax und den Dialekten der Amerikanischen Gebärdensprache.
2022 erhielt sie von der Gallaudet University eine Ehrendoktorwürde für Geisteswissenschaften in Anerkennung ihrer Beiträge zur ASL-Linguistik und den Deaf Studies.